# Патели
Патели или Пателе (грч. Άγιος Παντελεήμονας, Ајос Панделејмонас) је насеље у Грчкој у општини Суровичево, периферија Западна Македонија. Према попису из 2011. било је 984 становника.
Македонски историчар Тодор Симовски, 1998. године наводи да је Патели словенско насеље.

## Становништво
| Година       | 1951  | 1961  | 1971  | 1981  | 1991  | 2001  | 2011 |
| ------------ | ----- | ----- | ----- | ----- | ----- | ----- | ---- |
| Становништво | 1.498 | 1.497 | 1.161 | 1.068 | 1.003 | 1.110 | 984  |